# 刘少宾
刘少宾（1963年8月—），男，中华人民共和国外交官，曾任中华人民共和国驻土耳其共和国特命全权大使。

## 生平
刘少宾1981年考入武汉大学日语系。1985年毕业后，他进入中华人民共和国外交部工作，曾任外交部亚洲司参赞兼处长、驻韩国大使馆公使衔参赞、外交部涉外安全事务司副司长、驻日本大使馆公使。2018年，任外交部涉外安全事务司司长。2020年10月，出任中华人民共和国驻土耳其大使。2024年12月，自驻土耳其大使离任。